# Anseropoda
Genre
Synonymes
- Asteriscus Müller & Troschel, 1842[1]
- Carna Gistel, 1848[1]
- Palmipes L. Agassiz, 1836[1]

Anseropoda est un genre d'étoiles de mer extrêmement plates, de la famille des Asterinidae.

## Liste des espèces

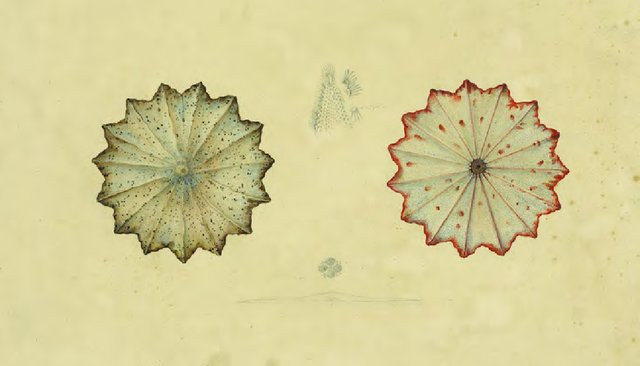
Anseropoda rosacea par Charles-Alexandre Lesueur (1804).

Selon World Register of Marine Species (24 mars 2021) :
- Anseropoda aotearoa McKnight, 1973
- Anseropoda diaphana (Sladen, 1889)
- Anseropoda fisheri Aziz & Jangoux, 1985
- Anseropoda grandis Mortensen, 1933
- Anseropoda habracantha H.L. Clark, 1923
- Anseropoda insignis Fisher, 1906
- Anseropoda lobiancoi (Ludwig, 1897)
- Anseropoda ludovici (Koehler, 1909)
- Anseropoda macropora Fisher, 1913
- Anseropoda novemradiata (Bell, 1905)
- Anseropoda pellucida (Alcock, 1893)
- Anseropoda petaloides (Goto, 1914)
- Anseropoda placenta (Pennant, 1777)
- Anseropoda rosacea (Lamarck, 1816)
- Anseropoda tenuis (Goto, 1914)

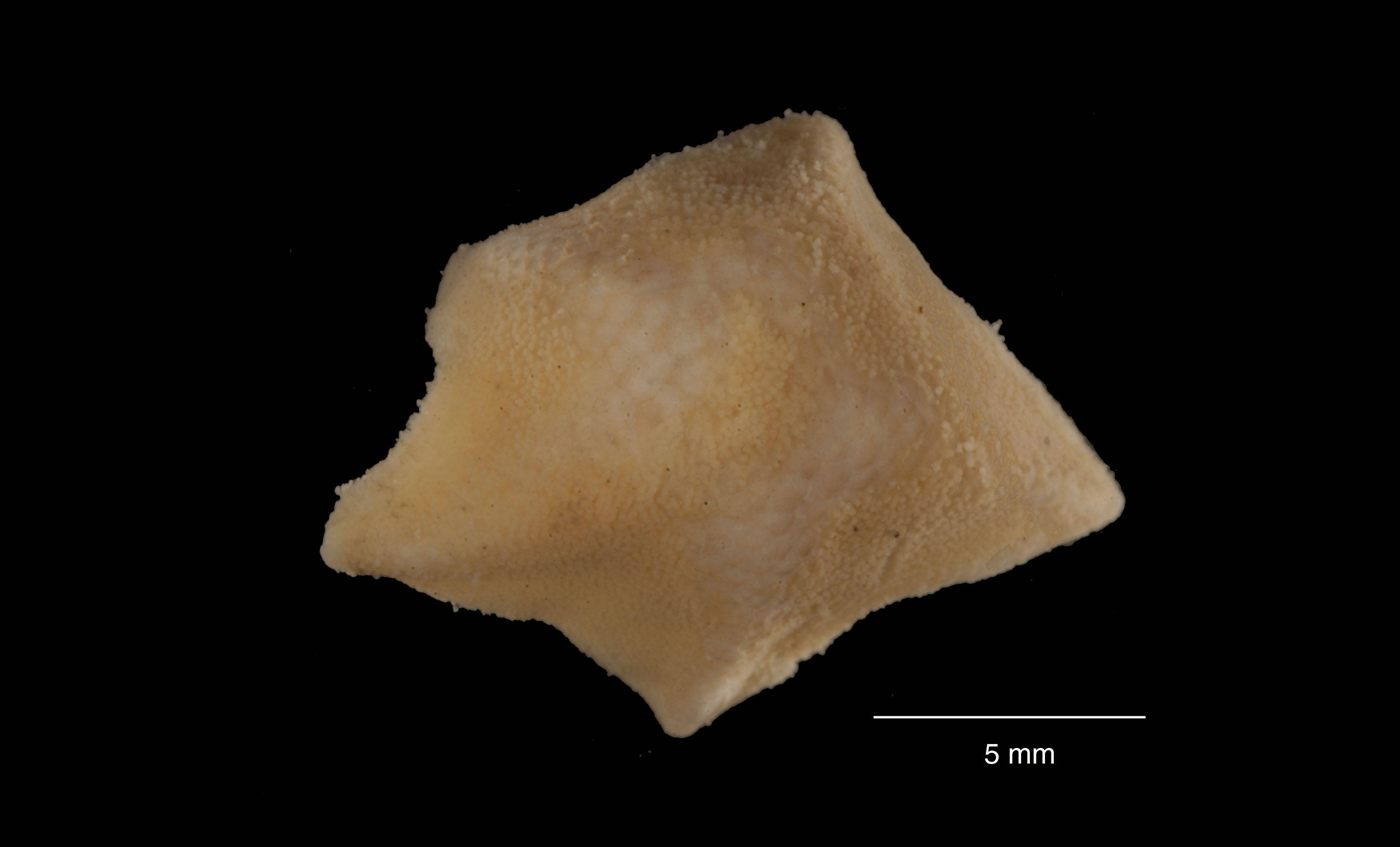
Anseropoda antarctica
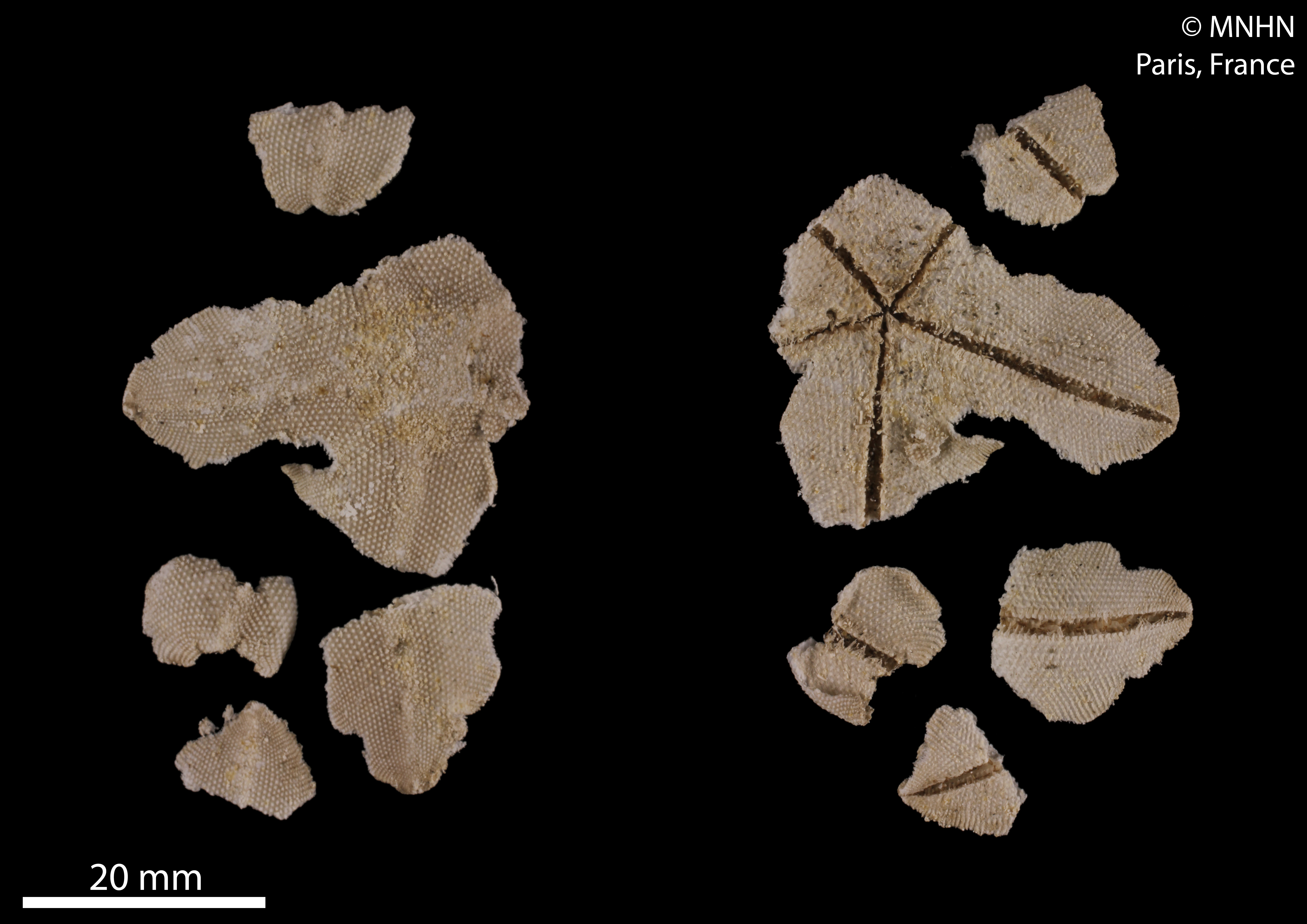
Anseropoda fisheri.
Anseropoda grandis
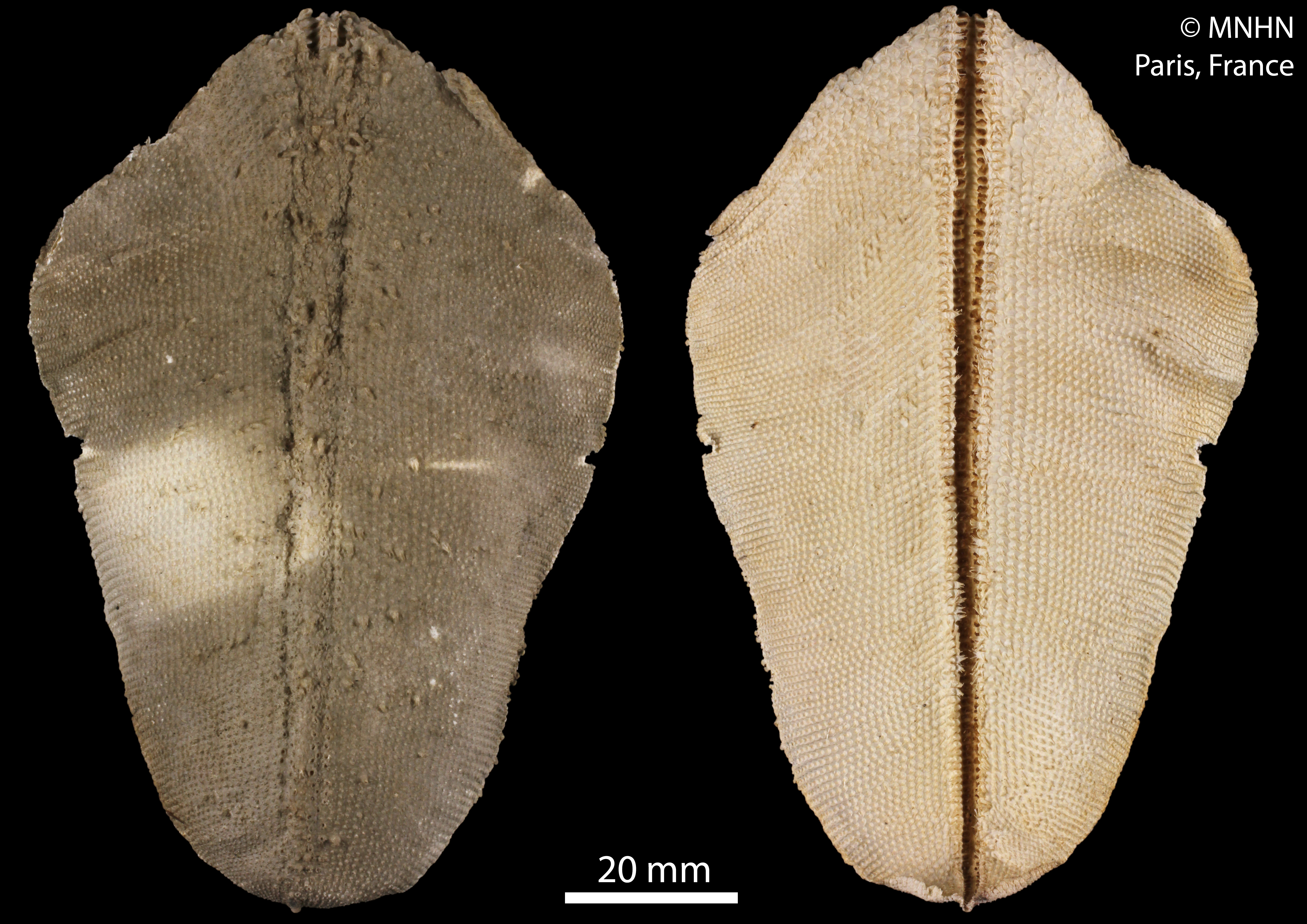
Anseropoda ludovici (fragment).
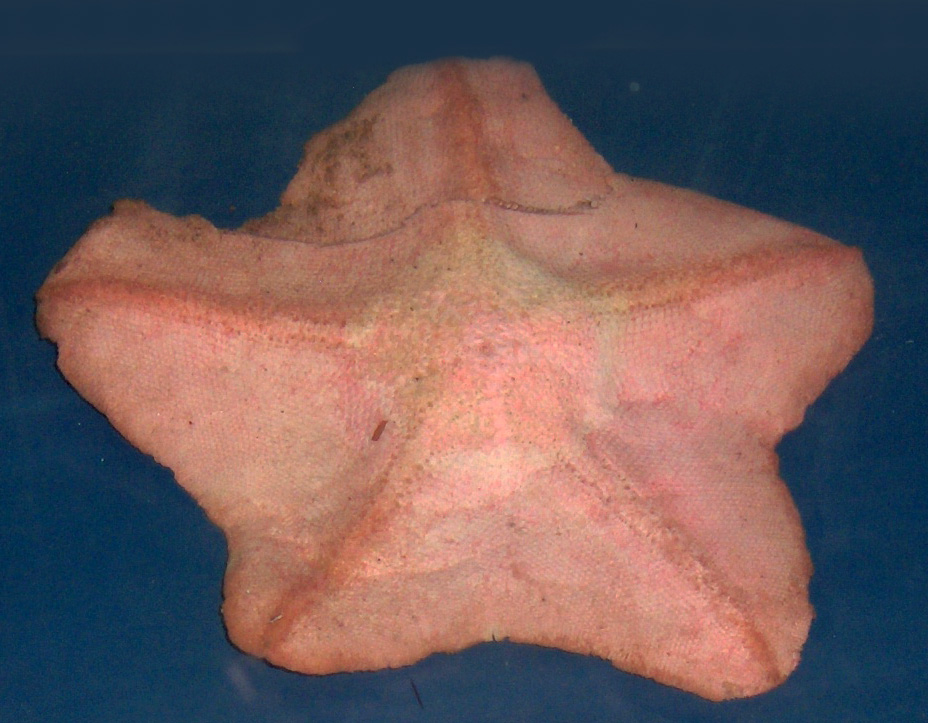
Anseropoda placenta.
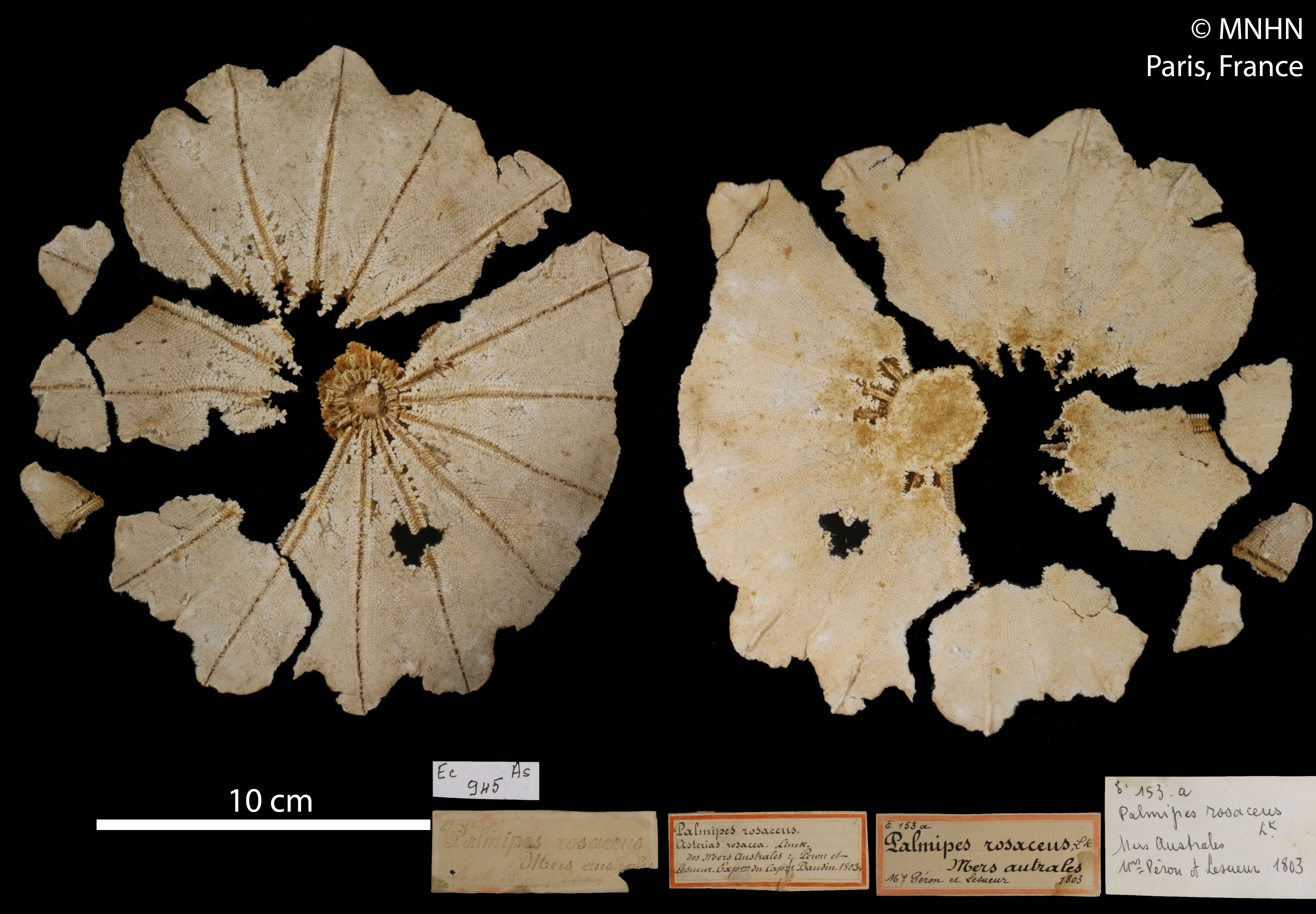
Anseropoda rosacea.